# Hans Werner Sokop
Hans Werner Sokop (Vienna, 13 gennaio 1942) è un poeta e traduttore austriaco.

## Biografia
Hans Werner Sokop nasce a Vienna il 13 gennaio 1942, secondo figlio di Johann Sokop (1902-1981), meccanico di macchine da scrivere, e di Helene, nata Parrer (1901-1998), sarta. Dal 1945 al 1950 la famiglia vive ad Hallstatt e poi a Vienna. Dal 1952 al 1960 frequenta il liceo della Diefenbachgasse. Dopo aver superato l'esame di maturità con lode, entra nel servizio amministrativo della città di Vienna e contemporaneamente inizia a studiare legge all'Università di Vienna. Dopo aver conseguito il dottorato in legge nel 1964, è rimasto nel servizio municipale e dal 1967 ha lavorato nel Dipartimento 62, responsabile delle elezioni e di varie questioni legali, che ha diretto dal 1985 fino al suo pensionamento nel 2002. Hans Werner Sokop è sposato con la scrittrice Brigitte Sokop, nata Nagel. Suo figlio Christian (nato nel 1971) è pittore, autore e musicista. Insieme a lui ha pubblicato due volumi di poesie viennesi e inglesi.
Le sue prime poesie in tedesco degli anni sessanta sono caratterizzate dal rigore formale. Dal 1970 si dedicò anche al dialetto viennese. Oltre a numerosi volumi di poesia, nel 1996 è stata pubblicata la cronaca viennese in rima 1000 Jahre Österreich, con distici per ogni anno, seguita dall'aggiunta antica Caesar schau oba e per coprire il frattempo Das war alles, was geschah. Ha tradotto in viennese i classici di Wilhelm Busch (ad esempio Max und Moritz, Plisch und Plum, Die fromme Helene), nonché Der Weaner Struwwepeter, Der klane Prinz, Oh, wie schee is Panama e Der Alice ihre Obmteier im Wunderlaund. Sokop mostra il suo amore per Vienna con le sue passeggiate Schönbrunner Spaziergang e St. Marxer Spaziergang con numerose foto e brevi poesie. I due libri isolani (Einmal Korsika e Immer wieder nach Brioni) sono scritti in forma di sonetto.
Sokop è anche specializzato in giochi linguistici, ad esempio sotto forma di Schüttelreim e limerick o come acrostici e distici elegiaci. Una delle sue specialità è lo stile giapponese dell'haiku, spesso combinato con fotografie. Negli anni Settanta ha partecipato con entusiasmo al leggendario Profilspiel, in buona compagnia di Martin Flossmann, Fritz Eckhardt, Hans Weigel, Ernst Stankovski e Herbert Prikopa.
I viaggi a Firenze e a Roma hanno approfondito il suo interesse per la cultura italiana. Nel 1975, questo lo portò anche a Dante Alighieri, di cui ritradusse la Divina Commedia mantenendo la terza rima, onorata da Hans Weigel nella prefazione In occasione del 750º compleanno del massimo poeta italiano, nel 2014 è stata pubblicata una traduzione aggiornata con illustrazioni a colori di Fritz Karl Wachtmann, sempre mantenendo la terzina dantesca ababcbcdcdede ecc:
Ich stand in unsres Erdendaseins Mitte

verirrt in einem dunklen Wald alleine;

kein rechter Weg mehr bot sich meinem Schritte.

Das Reden fällt mir schwer, und ich vermeine,

dass jenes wilden Waldes Dornendichte

auch künftig mir als Schreckensbild erscheine:

gleich bitter wie der Tod. — Doch ich berichte

des Guten wegen, das ich aufgenommen,

von anderem, erschienen dem Gesichte.

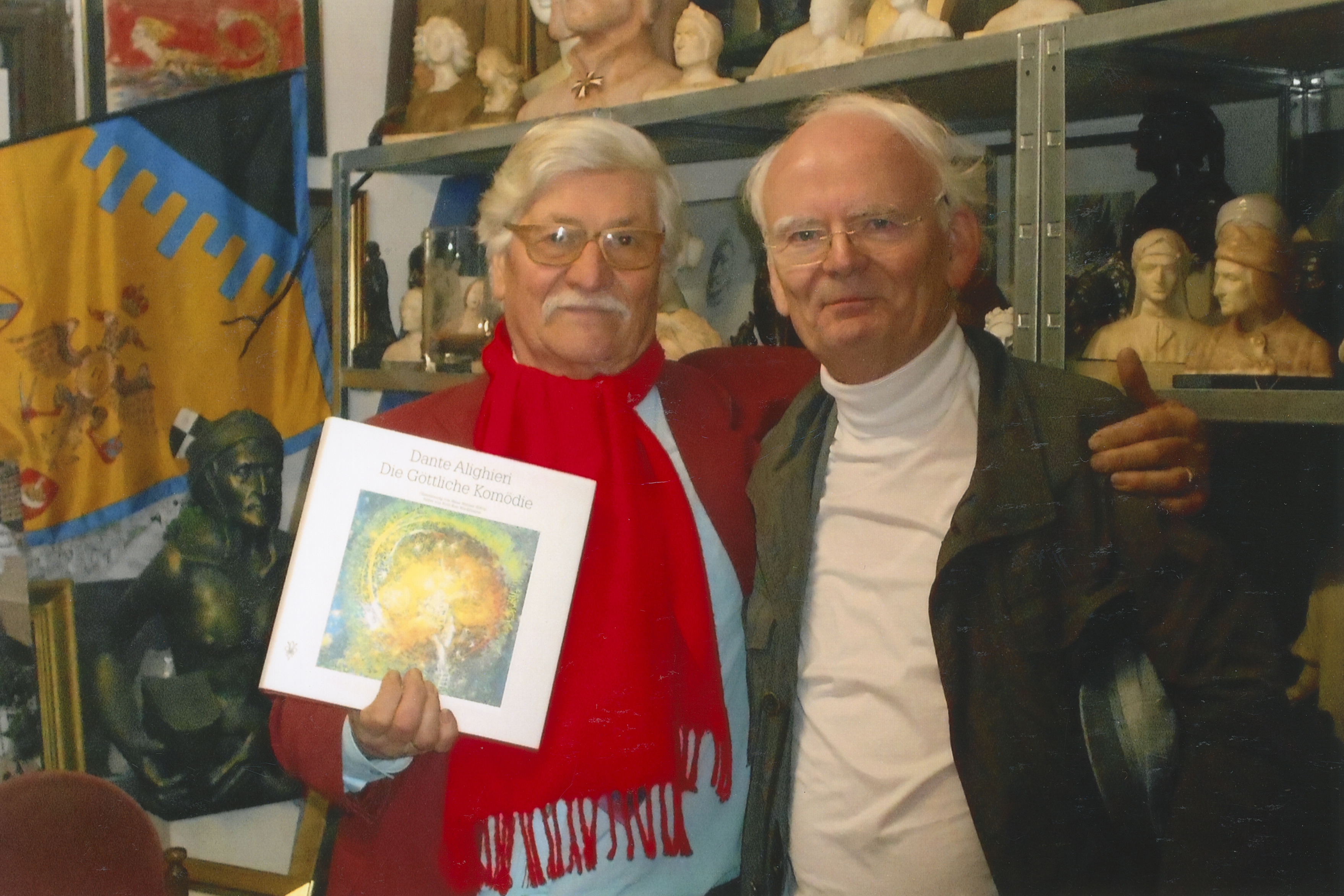
Il traduttore Hans Werner Sokop e l'illustratore Fritz Karl Wachtmann presentano la traduzione delle Divina Commedia (ADEVA, Graz 2014)

Questo testo è stato la base per una produzione del Odysseetheater nel 2018. A questo sono seguite altre traduzioni di poesie italiane da Dante a Carducci e Jenco. Con i suoi 36 aneddoti danteschi e due canzoni in viennese, Sokop ha presentato un approccio aggiuntivo, allegro e contemplativo al grande fiorentino:
Hob Ritter gsegn, wauns ausm Loger ruckn,

wüd vierebreschn, schwanzln zu Paradn,

in Schwaf eiziagn, waun sa si verdruckn …

Durch eicher Laund sans gjappet, de Brigadn,

es Aretiner, so wia hinter Hosn.

Turniere hob i gsegn und Kavalkadn

mit Gleckerln oder aa Tompetnblosn,

mit Turmsignale oder Trommelschlogn,

und wos s’ aun Zeichn sunst no steign lossn.

No nie hob i noch so an Urklaungbogn

des Fuaßvoik ziagn gsegn oder aa de Reiter,

ka Schiff daunk Stern und Leichtturm durch de Wogn.

Mit zehn so Teifen plogn ma uns do weiter.

A feine Rass! — In Kirchn si net rihrn,

im Wirtshaus oba mit de Bsoffnan heiter …

Viaggiando con la Società Dante Alighieri, ha conosciuto il Conte Pieralvise Serego-Alighieri, un discendente di 21ª generazione che gestisce un vigneto in Valpolicella, già acquistato dal figlio di Pietro di Dante. Nel 2000 ha ricevuto un onore speciale quando gli è stato permesso di presentare la sua traduzione della Divina Commedia nell'ambito delle manifestazioni dantesche organizzate dalla città di Ravenna. Da appassionato ammiratore di Dante, Sokop ha anche raccolto tutto ciò che riguarda la vita e l'opera di Dante, da cui si è sviluppato nel tempo un piccolo museo dantesco. 

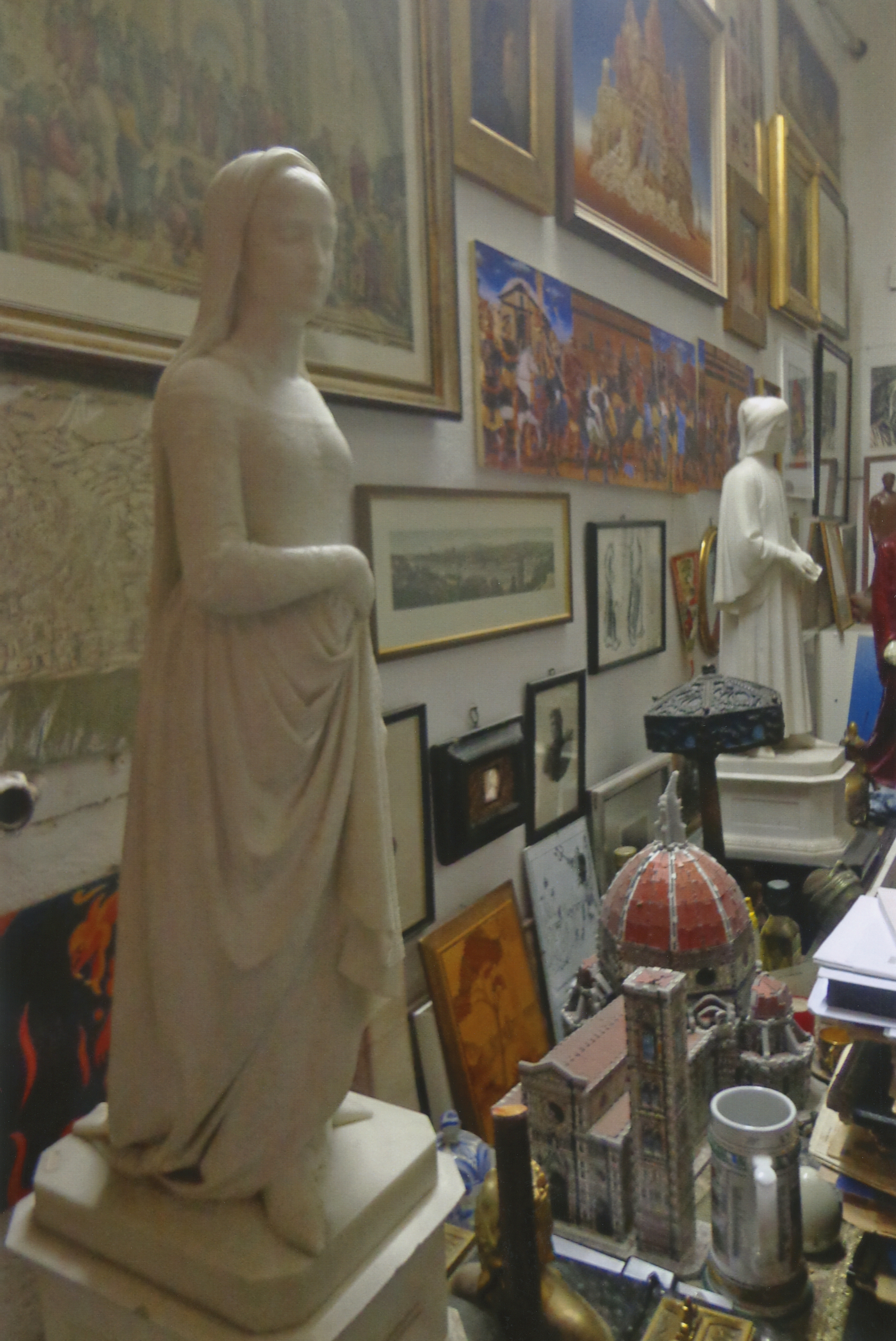
Statue di Beatrice e di Dante da Giovanni Dupré

 Già nel 1990 ha presentato parte di questa collezione con il titolo Dante live in Vienna al Gesellschafts- und Wirtschaftsmuseum. Con il suo video Dante im Amt, Sokop ha aperto l'accesso a Dante alle persone interessate a promuovere la cultura
La sua isola di vacanza preferita dal 1986, il parco nazionale di Brioni in Istria, ha dato vita a diversi libri e libri illustrati con poesie e haiku. Su quest'isola in gran parte incontaminata e con un turismo limitato, si trovano resti di dinosauri e tracce di Illiri, Romani, Bizantini, Veneziani e antichi Austriaci, che hanno fornito materiale per diversi libri. Sokop tiene conferenze, alcune delle quali accompagnate da diapositive dei suoi viaggi, e tiene numerose letture, ad esempio ogni anno alla festa medievale di Eggenburg, in Bassa Austria.

## Opere

### Poesie
- Brioni. Gedichte aus Istrien. Wiener Geschützte Werkstätten, 1992
- 36 Dante Anekdoten (und 2 Inferno-Gesänge auf Wienerisch)  WGW, 1994
- passages + perspectives. Gedichte zu Bildern von Heinz Richard Berger. Deutsch und Bulgarisch. Verlagshaus AZ, Sofia 1998
- Das war alles, was geschah. Eine Reimchronik von Odoaker (476) bis Ostarrichi (996) . Ill. von Stoimen Stoilov. Sofia 2000
- Über Brioni. Gedichte im Haiku-Takt, WGW 2002
- Martin die Hendlgans. Tierepos mit Ill. von Georg Petzer. Vindobona-Verlag, Wien 2005
- Schönbrunner Spaziergang. novum-Verlag, Horitschon 2006
- St. Marxer Spaziergang. novum-Verlag, Neckenmarkt 2007
- Riminiszenzen ─ küstliche Urlaubsgedichte. novum-Verlag, Neckenmarkt 2008
- Immer wieder nach Brioni - Istrianische Sonette. Vindobona, Horitschon 2009
- Einmal Korsika – ein Sonettenkranz. Vindobona 2010
- Doppelte Schüttelreime und 100 einfache zur Göttlichen Komödie Edition scribere & legere im AndreBuch Verlag 2022

### Poesie in dialetto viennese
- Wienerisch is aa a Sproch. Verlag Welsermühl, Wels 1979
- Sunst samma gsund. WGW, 1984
- Knoifresch und Safnblosn. Verlag Welsermühl, Wels 1985
- Wiener Woikerln. Verlag Welsermühl, Wels 1991
- 1000 Jahre Österreich. Eine wienerische Reimchronik. ÖVG, Wien 1996
- Cäsar schau oba - das Altertum von Romulus bis Romulus Augustulus. Eine wienerische Reimchronik mit Karikaturen von Georg Petzer. Vindobona-Verlag, Wien 2001
- Wienerisches Adventkalenderbuch, Naumann, Nidderau 2005
- Wienerische Viechereien, Zeichnungen von Leopold Ozegovic, Vindobona 2012
- Sokopoems, Wienerische Gedichte and English Poems, Chris und Hans Werner Sokop, Zwiebelzwerg Verlag Willebadessen, 2018
- Geflügelte Worte – wienerisch weitergspunna mit Zeichnungen von Leopold Ozegovic, Edition scribere & legere im AndreBuch Verlag
- Redensarten aus Wien, Edition scribere & legere im AndreBuch Verlag 2020
- Sokopoems II, Wienerische Gedichte and English Poems, von Chris und Hans Werner Sokop, Zwiebelzwerg Verlag, Willebadessen, 2024
- Wiener Leben - Istrien erleben. Haiku und Haiga im Wiener Dialekt und in Hochsprache. Österreichische Haiku Gesellschaft, Wien 2024

### Contributi viennesi in antologie dialettali
- Die Weihnachtsgeschichte in deutschen Dialekten. Hrsg. von Walter Sauer, Druck- und Verlagsgesellschaft, Husum 1993
- Max und Moritz von A bis Z. Hrsg. von Manfred Görlach, Universitäts-Verlag C. Winter, Heidelberg 1995
- Der Mundart Struwwelpeter in 27 deutschen Mundarten. Hrsg. von Walter Sauer, Universitätsverlag C. Winter, Heidelberg, 2. erw. Aufl. 2001
- Wilhelm Buschs Hans Huckebein in 65 deutschen Dialekten. Hrsg. von Manfred Görlach, Universitätsverlag C. Winter, Heidelberg 1997
- Wilhelm Buschs Plisch und Plum in 40 deutschen Mundarten. Hrsg. von Manfred Görlach, Universitätsverlag C. Winter, Heidelberg 1999
- Wilhelm Buschs Max und Moritz in neun Dialekten. Hrsg. von Manfred Görlach, Reclam, Stuttgart 2001
- Die besten U-Bahn-Gstanzln, Hrsg. von Roland Neuwirth, Böhlau, Wien 2006
- Max und Moritz mundartgerecht. Dtv 2007

### Traduzioni
- Dante Alighieri: Die göttliche Komödie, deutsche Terzinenfassung (4 Bände). Illustrationen von Franz Scheck, Heinz Richard Berger und Oscar Asboth. Arena 2000, Wien 1983
- Im Schatten der Zypressen. Gedichte aus Italien. WGW, 1986
- Zwei Inferno-Gesänge auf Wienerisch, in: 36 Dante-Anekdoten, WGW, 1994
- Der Weaner Struwwepeter. Naumann, Nidderau 2001
- Die Weihnachtsgeschichte auf wienerisch. Naumann, Nidderau 2001
- Der Heilige Abend, Edition Tintenfaß, Neckarsteinach, 2006
- Lewis Carroll, Der Alice ihre Obmteier im Wunderlaund. Wienerische Ibersetzung, Evertype 2012, Irland
- Dante Alighieri: Die göttliche Komödie, deutsche Terzinenfassung. Bilder von Fritz Karl Wachtmann, Akademische Druck- und Verlagsanstalt Graz, 2014
- Max und Moritz auf Wienerisch, (Ehrenwirth, München 1999), Reclam 2015
- Janosch, Oh, wie schee is Panama, Edition Tintenfaß, Neckarsteinach 2017
- Saint-Exupéry, Der klane Prinz, Edition Tintenfaß, Neckarsteinach, 3. Aufl. 2017

### Calendari
- Das Donautal bei Greifenstein. Kalender 2012, Haiku mit Tuschezeichnungen von Ingrid Schwarz
- Das Kahlenbergerdorf. Kalender 2013, Haiku mit Tuschezeichnungen von Ingrid Schwarz
- Hernals, Kalender 2014, Haiku mit Tuschezeichnungen von Ingrid Schwarz
- Neubau. Kalender 2015, Haiku mit Tuschezeichnungen von Ingrid Schwarz
- Baden bei Wien. Kalender 2016, Haiku mit Tuschezeichnungen von Ingrid Schwarz
- Alsergrund. Kalender 2017 Haiku mit Tuschezeichnungen von Ingrid Schwarz
- Döbling. Kalender 2018 Haiku mit Tuschezeichnungen von Ingrid Schwarz
- Innere Stadt 2019, Haiku mit Tuschezeichnungen von Ingrid Schwarz
- Dante Alighieri, Kalender 2021, zum 700. Nachlebensjahr, Bilder zur Göttlichen Komödie und Schlüsselstellen aus der Übersetzung von Sokop
- Dante Alighieri, Kalender 2022', Nachlese zum 700. Nachlebensjahr, Penzing, Kalender 2023, Haiku mit Tuschezeichnungen von Ingrid Schwarz
- Währing. Kalender 2024, Haiku mit Tuschezeichnungen von Ingrid Schwarz

### Pubblicazioni giuridiche
- Wiener Wahlrecht. Landes- und Gemeindewahlrecht, bundesverfassungsrechtliche Grundlagen, Bundeswahlrecht und europarechtliche Bestimmungen, Manz, Wien 1995

### Compact disc
- Die Dante CD 1. Hans Werner Sokop liest aus seinem Buch 36 Dante Anekdoten und zwei Inferno-Gesänge auf Wienerisch, Wien 2003
- Die Dante CD 2. Hans Werner Sokop liest aus seinem Buch Die göttliche Komödie – deutsche Terzinenfassung, Wien 2004
- Wienerische Weihnachtszeit, Weihnachtsevangelium auf Wienerisch und Weihnachtsgedichte, Wien [2008]
- Die Göttliche Komödie in der Übersetzung von Hans Werner Sokop, gelesen von Till Firit, Mono-Verlag, Wien 2015
- Die Wiener Version von Dantes Divina Commedia, gelesen von Martin Ploderer, Wien 2021 (3 CDs)

## Associazioni
- Deutsche Dante-Gesellschaft
- Società Dante Alighieri, Wien
- Österreichischer Schriftstellerverband
- Verband Geistig Schaffender und Österreichischer Autoren
- Österreichische Haikugesellschaft

## Onorificenze
- 1999: Goldene Verdienstmedaille der Società Dante Alighieri, Sede Centrale, Roma, assegnato il 2 aprile 1999
- 2001: Großes Silbernes Ehrenzeichen für Verdienste um die Republik Österreich, assegnato il 29 gennaio 2001
- 2009: Ehrenkreuz für Wissenschaft und Kunst I. Klasse, assegnato il 25 febbraio 2009